# Vol British European Airways 706
Le 2 octobre 1971, le Vickers Vanguard effectuant le vol British European Airways 706, reliant l'aéroport de Londres-Heathrow, au Royaume-Uni, à l'aéroport de Salzbourg, en Autriche, subit une rupture de la cloison pressurisée de l'arrière de la cabine alors qu'il est en route à 19 000 pieds (environ 5 800 m). La dépressurisation qui en résulte provoque la séparation des surfaces des empennages. L'avion entre alors dans un piqué incontrôlable et s'écrase près d'Aarsele, en Belgique, tuant les 63 passagers et membres d'équipage. Un débris de l'avion heurte également une voiture dans sa chute, blessant légèrement l'un de ses occupants.
L'AAIB conclut que la défaillance de la cloison étanche arrière a été causée par une corrosion non détectée. La corrosion n'a pas pu être remarquée par l'équipage en raison des techniques d'inspections défaillantes appliquées par la compagnie aérienne. De nombreux cycles de pressurisation ont provoqué l'agrandissement de la fissure, affaiblissant la cloison jusqu'à ce que la structure ne puisse plus supporter les contraintes.

## Avion
L'avion impliqué dans l'accident est un Vickers Vanguard type 951, immatriculé au Royaume-Uni sous le nom de G-APEC. L'avion est construit en 1959 avec un numéro de série de 706. Il est livré au BEA en 1961.

## Déroulement du vol
Le vol 706 décolle de la piste 28L de l'aéroport de Londres-Heathrow à 09 h 34 heure locale avec 55 passagers et 8 membres d'équipage. Après le décollage, le vol 706 est acheminé via Epsom, Biggin et Detling conformément à l'autorisation de départ aux instruments standard « Dover One ». L'équipage du vol 706 se signale plus tard au-dessus du VOR de Douvres à 09 h 54 heure locale. À l'époque, le vol 706 montait à 14 200 pieds. À 10 h 01, la communication est remise au Contrôle du Trafic Aérien de Bruxelles
- 10 h 01 BEA706 : « Bonjour Bruxelles Bealine sept oh six passe un huit pour un neuf zéro et estime Wulpen à zéro heure »
- 10 h 01 ATC : « Sept sur six autorisé le vert de Salzbourg pour maintenir le niveau de vol un neuf zéro en atteignant »
- 10 h 01 BEA706 : « Bealine sept oh six »

L'équipage signale ensuite avoir dépassé le VOR de Wulpen avec l'avion en palier au FL190.
Le capitaine est E.T Probert, âgé de 40 ans. Au moment de l'accident, il avait accumulé un total de 9 260 heures de vol, dont 1 927 heures sur le type. Le copilote était JM Davies, 38 ans, qui détenait une qualification Vickers Vanguard. Il avait un total d'heures de vol de 3 386 heures, dont 764 heures sur le type. L'avion transportait également un troisième pilote, identifié comme étant BJS Barnes, 27 ans, avec un total d'heures de vol de 2 237 heures, dont 1 903 heures sur le type et un surnuméraire, identifié comme le capitaine G. Partridge.
- 10 h 05 BEA706 : « Bruxelles Bealine sept oh six vérifié Wulpen zéro quatre, nous sommes maintenant au niveau un neuf zéro en estimant Mackel un zéro »
- 10 h 05 ATC : « Sept oh six roger »

Cinq minutes après cette transmission, l'équipage du vol 706 transmet « on descend, sept oh six, on descend » à Brussels Tower. L'équipage déclare alors l'urgence et a déclare plusieurs fois « mayday, mayday ». L'équipage prononce également l'expression « hors de contrôle » à plusieurs reprises. À un moment donné, ils déclarent qu'il n'ont pas de contrôle du gouvernail. Leurs appels sont accompagnés de plusieurs voix de fond,.
- 10 h 09 min 46 s BEA706 : « Nous descendons, sept oh six, nous descendons Mayday Mayday Mayday »
- 10 h 09 BEA706 : « Mayday Mayday Mayday on descend verticalement »
- 10 h 09 min 55 s BEA706 : « Bealine sept zéro six (inaudible) hors de contrôle »
- 10 h 10 min 11 s BEA706 : « AAH ! C'est ça »

La dernière transmission du vol 706 est enregistrée à 10 h 10 min 30 s. Brussels Tower tente immédiatement de contacter le vol 706 à plusieurs reprises. Cependant, il n'y a aucune réponse du vol 706. Des témoins au sol voient l'empennage du vol 706 détaché et par la suite le vol 706 entre en piqué du nez. Le vol continue de plonger et s'écrase sur des terres agricoles près d'Aarsele, en Belgique, et explose à l'impact. Les 55 passagers et les 8 membres d'équipage sont tués. Au moins une personne au sol a été blessée après que des morceaux de débris ont heurté une voiture qui passait.
Les services de secours ont été immédiatement dépêchés. Des enquêteurs ont été déployés et ont immédiatement fouillé la boîte noire de l'avion. Un centre de crise a été mis en place à Salzbourg pour les proches des victimes du vol 706. Les chercheurs ont déclaré que la plupart des corps n'étaient pas intacts. Un chercheur a déclaré « en ce qui concerne les corps, ce que nous avons trouvé jusqu'à présent est à peine suffisant pour reconstituer un seul corps. »

## Passagers et équipage
L'avion transportait 55 passagers et 8 membres d'équipage. Le reportage a déclaré qu'il y avait 37 passagers britanniques à bord de l'avion. Au moins 4 japonais et 11 américains étaient également à bord de l'avion. D'autres rapports ont également confirmé la présence de 8 autrichiens à bord du vol,. Deux décès notables parmi les passagers étaient le créateur de chapeaux britannique Otto Lucas et un universitaire autrichien, René Marcic (de).

## Enquête
Des témoins au sol ont rappelé que le Vanguard a soudainement explosé en l'air, a perdu une de ses ailes et a plongé au sol, de la fumée s'échappant de l'une de ses ailes. Ils ont déclaré avoir entendu des bruits étranges lors de l'accident. Selon eux, l'avion s'est posé dans un champ, a sauté une route et a labouré une prairie sur 500 mètres. Il a creusé le sol et a pris feu dans une fosse de 15 pieds de profondeur. L'un des témoins a déclaré : « Le feu s'est propagé à partir de l'épave comme des vagues. » La police a déclaré que des rapports de témoins oculaires indiquaient que le capitaine Probert avait tenté d'exécuter un atterrissage d'urgence.
On soupçonnait fortement que l'avion avait été saboté par des extrémistes. Un porte-parole du BEA a affirmé que l'avion avait été saboté par des extrémistes nord-irlandais. Le Vanguard avait été utilisé sur la route Londres-Belfast, bien qu'il ait déclaré que l'avion n'avait pas été en service à Belfast depuis au moins 48 heures et qu'il était entreposé à Édimbourg vendredi. Cependant, après une enquête préliminaire menée par William Trench, l'un des enquêteurs de l'AAIB, a déclaré qu'à l'époque, rien n'indiquait que le sabotage avait joué un rôle dans l'accident.

### Défaillance structurelle
L'observation de l'épave de l'avion a révélé qu'environ les deux tiers de la queue et de la gouverne de profondeur gauche s'étaient déjà détachés de l'avion avant son impact avec le sol, indiquant une rupture structurelle. Ces pièces ont été retrouvées traînant avant le site de l'accident et la majeure partie des pièces a été récupérée à plusieurs kilomètres de la zone principale de l'épave. En tenant compte de la dérive du vent dominant, le résultat du tracé de dérive indiquait que les composants s'étaient séparés de l'avion à une hauteur d'environ 18 000 pieds. L'hypothèse était également étayée par les enregistrements de l'enregistreur de bord et la transcription de la conversation entre l'équipage de conduite et le contrôleur à Bruxelles. L'enregistreur de données de vol a été brusquement coupé alors que l'avion volait à l'altitude de croisière, tandis que dans l'enregistrement ATC, on pouvait entendre l'équipage déclarer qu'il descendait verticalement sans contrôle de la gouverne de direction,.
L'examen des pièces récupérées a révélé que les stabilisateurs horizontaux gauche et droit et la gouverne de profondeur s'étaient détachés de manière presque similaire. La nature de la séparation a suscité de fortes suspicions que la séparation avait été causée par l'intérieur de l'avion plutôt que par l'environnement extérieur. La peau supérieure de la queue avait été soufflée vers l'extérieur, suggérant fortement que la différence de pression interne de l'avion avait provoqué la séparation des composants.
La reconstruction sur l'épave de l'avion a indiqué que la cloison étanche arrière avait subi une corrosion à la partie inférieure de la masse. Sous la plaque de doublage périphérique à double courbure, le matériau de la cloison s'était corrodé et la liaison entre les matériaux avait diminué. À l'extrémité de chaque zone corrodée, on pouvait voir une déchirure se propager vers le haut et vers l'extérieur jusqu'à une ligne de rivets située au bord inférieur de la cloison. La déchirure sur le côté gauche a été particulièrement remarquée pour les marques « step ». Les marques couraient sur au moins 60 cm et la distance de chaque « pas » augmentait progressivement.

### Cause de l'accident
Compte tenu de l'étendue et de la gravité de la corrosion, il a été jugé probable que la corrosion avait mis beaucoup de temps à se développer, bien que les enquêteurs n'aient pas pu déterminer le temps nécessaire pour qu'une telle corrosion se développe. En raison de la technique radiographique appliquée par le BEA, la fissure sur l'avion n'a pas pu être détectée à temps car les données radiographiques n'ont pas pu être correctement interprétées. Finalement, la fissure a continué à se développer en raison de la pressurisation répétée jusqu'à ce qu'elle devienne visible de l'extérieur. Cela a été corroboré par des preuves de taches de nicotine et des signes d'égouts renversés autour de la zone corrodée.
Même si les fissures étaient visibles de l'extérieur, l'inspection visuelle de l'avion n'était pas effectuée régulièrement par les états-majors. L'inspection a plutôt été effectuée à de longs intervalles, ce qui a intensifié l'attaque de corrosion. Après de nombreux vols, une quantité considérable de liquide d'égout avait été retenue sur la zone corrodée, créant une tache visible. La zone avec la tache était toujours nettoyée avant une inspection. Cette pratique a amené l'inspecteur de l'aéronef à ne pas remarquer la corrosion et les éventuelles fuites de liquide dans la zone.

### Conclusion
Les enquêteurs ont finalement conclu à la cause de l'accident et ont déclaré :

« L'accident a été causé par la rupture de la cloison étanche arrière, qui a conduit à la séparation des deux empennages en vol et a fait plonger l'avion dans le sol. »

## Conséquences
British European Airways a immédiatement mis en place une nouvelle technique de détection de la corrosion. Il a été révélé plus tard que huit Vanguards de leurs flottes avaient subi la même fissure que le G-APEC.
Après la publication du rapport final, une nouvelle technique de détection de la corrosion et des fissures a été introduite par l'AAIB. Ils ont également ordonné une modification pour fournir un meilleur accès aux ingénieurs au sol dans les zones difficiles d'accès à l'intérieur de l'avion.